# Melhania annua
Melhania annua är en malvaväxtart som beskrevs av M. Thulin. Melhania annua ingår i släktet Melhania och familjen malvaväxter. Inga underarter finns listade i Catalogue of Life.